# A18 (Kasachstan)
Die A18 ist eine wichtige Straße in Kasachstan im Nordosten des Landes. Die Straße ist eine Ost-West-Route von der Stadt Pawlodar über Sherbakty bis an der Grenze zu Russland.

## Straßenbeschreibung
Die A18 beginnt in der größeren Stadt Pawlodar am Fluss Irtysch und an der M38. Auch hier kreuzt sie die A17. Die A18 führt ostwärts durch flache und kultivierter Steppe an der Stadt Sherbakty vorbei bis an der Grenze zu Russland. Auf der russischen Seite geht sie weiter als R371 bis nach Barnaul.

## Geschichte
Die A18 wurde im Jahr 2011 umnummeriert. Die Route folgt den sowjetischen Straße R371, die indirekt Barnaul mit Pawlodar verband. Im Jahr 1991 war etwa ein Drittel der Strecke in Kasachstan und wurde die letzten 20 Jahren als R371 nummeriert. Im Jahr 2011 gab es eine große Umnummerierung mit neuen A-Nummern.

## Großstädte an der Autobahn
- Pawlodar
- Sherbakty